# Sövde kyrka
Sövde kyrka är en kyrkobyggnad i Sövde. Den är församlingskyrka i Blentarps församling i Lunds stift.

## Kyrkobyggnaden
Kyrkans äldsta delar härstammar från 1100-talet. På platsen för den nuvarande kyrkan stod tidigare troligen en träkyrka. 
Trappgavelstornet i väster byggdes på 1400-talet. Samtidigt byggdes ett vapenhus, men det är numera rivet. Under samma århundrade byggdes nytt kor och ny absid. Kyrkan välvdes dessutom, och den förlängdes.
En viktig del i kyrkans historia har varit byggandet av Sövdeborg runt 1590. Ägaren av borgen hade patronatsrätt för kyrkan ända fram till patronatsrättens avskaffande 1922. 1634 uppfördes ett gravkor där ätterna Lange, Thott och Piper hade kungligt privilegium att begrava sina döda. 1693 byggdes den norra korsarmen som år 1699 fick sällskap av en som gick åt söder.
Sakristian tillbyggdes på koret under 1800-talet.

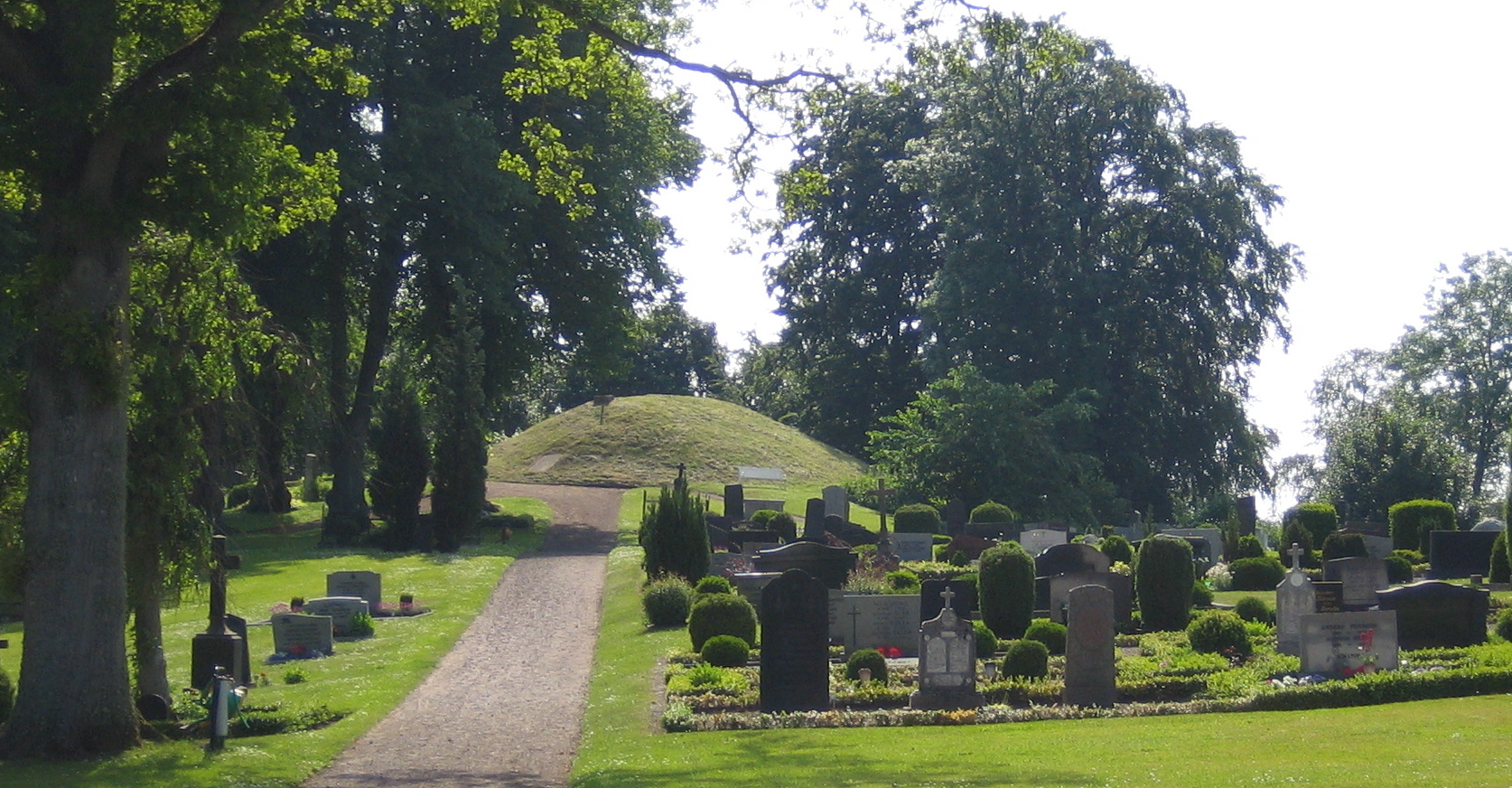
Kyrkogården.

## Kyrkogård
Där kyrkogården ligger idag hade ärkebiskop Absalon Hvide en gård under medeltiden. Han var emellertid inte populär i Sövde och jagades bort av byborna som plundrade gården. Kyrkogården är belägen på en udde i Sövdesjön.
Muren runt kyrkogården byggdes 1706 av gråsten och tegel.

## Inventarier
Kyrkans äldsta inventarium är dopfunten som är gjord i kalksten och härstammar från 1100-talet. Den har en enkel och stilren utformning med rundbågar och repstavsfris på cuppan. På foten finns fyra spetsar som symboliserar evangelisterna. Dopfatet är tillverkat i mässing under 1500-talet med en relief av Jungfru Marie bebådelse och hjortar.
Altaruppsatsen och predikstolen tillverkades 1640 till det nya gravkoret i renässansstil. Altaruppsatsen är detaljrik och arkitektoniskt uppbyggd med kolonner och flera små träfigurer. Den nedre delen av altaruppsatsen visar firandet av nattvarden med Matteus och Markus på ömse sidor och den övre visar korsfästelsen med Lukas och Johannes vid sidorna. Samtliga evangelister är flankerade av sina respektive symboler. Predikstolen har motiv ur Jesu liv. 1703 fick predikstolen trappa och dörr som snidats av Anders Råå. Från 1600-talet härstammar även en fattigstock med järnbeslag och ett ordentligt lås.

### Orgel
- Sommaren 1830 reparerade amatörorgelbyggaren Anders Larsson den gamla orgeln. Han tog isär den, satte in nya bälgar och satte in två nya stämmor. Phil. Mag. och Assessorn Em. Wenster, Domkyrkoorganist i Lund, som granskade arbetet och Kammereraren H. Nilsson samt Kyrkoherden Carl Åman, båda från Sövde, var mycket nöjda över arbetet. Meddelanden i Malmö Tidning 31 december 1830, s. 4. [1]

- 1783 byggde Andreas Malmlöf, Malmö en orgel.
- 1874 byggde Anders Victor Lundahl, Malmö en orgel med 8 stämmor.
- Den nuvarande orgeln byggdes 1951 av Frederiksborgs Orgelbyggeri, Hilleröd, Danmark och är en mekanisk orgel.

| Manual I        | Manual II     | Pedal        | Koppel |
| Principal 8´    | Rörflöjt 8´   | Subbas 16´   | I/P    |
| Gedackt 8'      | Principal 4'  | Oktavbas 8´  | II/P   |
| Oktav 4'        | Blockflöjt 4' | Koralbas 4'  | II/I   |
| Gedacktflöjt 4' | Gemshorn 2'   | Kvintatön 2' |        |
| Kvinta 2 2/3'   | Kvinta 1 1/3' |              |        |
| Oktav 2'        | Cymbel 2 fag  |              |        |
| Mixtur 4 fag    | Krummhorn 8'  |              |        |